# Burg Baden
Die Burg Baden, auch Burg Badin oder Burg Badenweiler genannt, ist die Ruine einer Höhenburg auf einer 454,6 m ü. NN hohen Höhe über dem Kurpark inmitten der Gemeinde Badenweiler im Landkreis Breisgau-Hochschwarzwald in Baden-Württemberg. Sie gilt als das Wahrzeichen von Badenweiler und ist nicht identisch mit der in der Nähe von Badenweiler liegenden Burgruine Neuenfels.

## Geschichte
Die Ausgrabungen in der Burg und auf dem Burghügel belegen, dass der Hügel schon vor der ersten urkundlichen Erwähnung 1122 besiedelt wurde. Funde belegen, dass die Römer zum Schutz von Aqua Villa ein Kastell errichteten. Später bauten die Alamannen eine Höhenburg, um ihr Gebiet zu sichern. Diese wurde von den Franken übernommen.

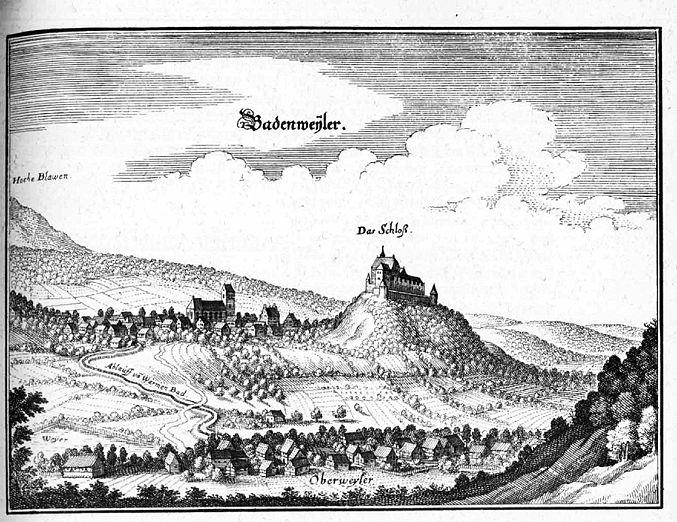
Blick von Nordosten von der „Schwärze“ (Matthäus Merian der Ältere, Topographia Germaniae, um 1650)

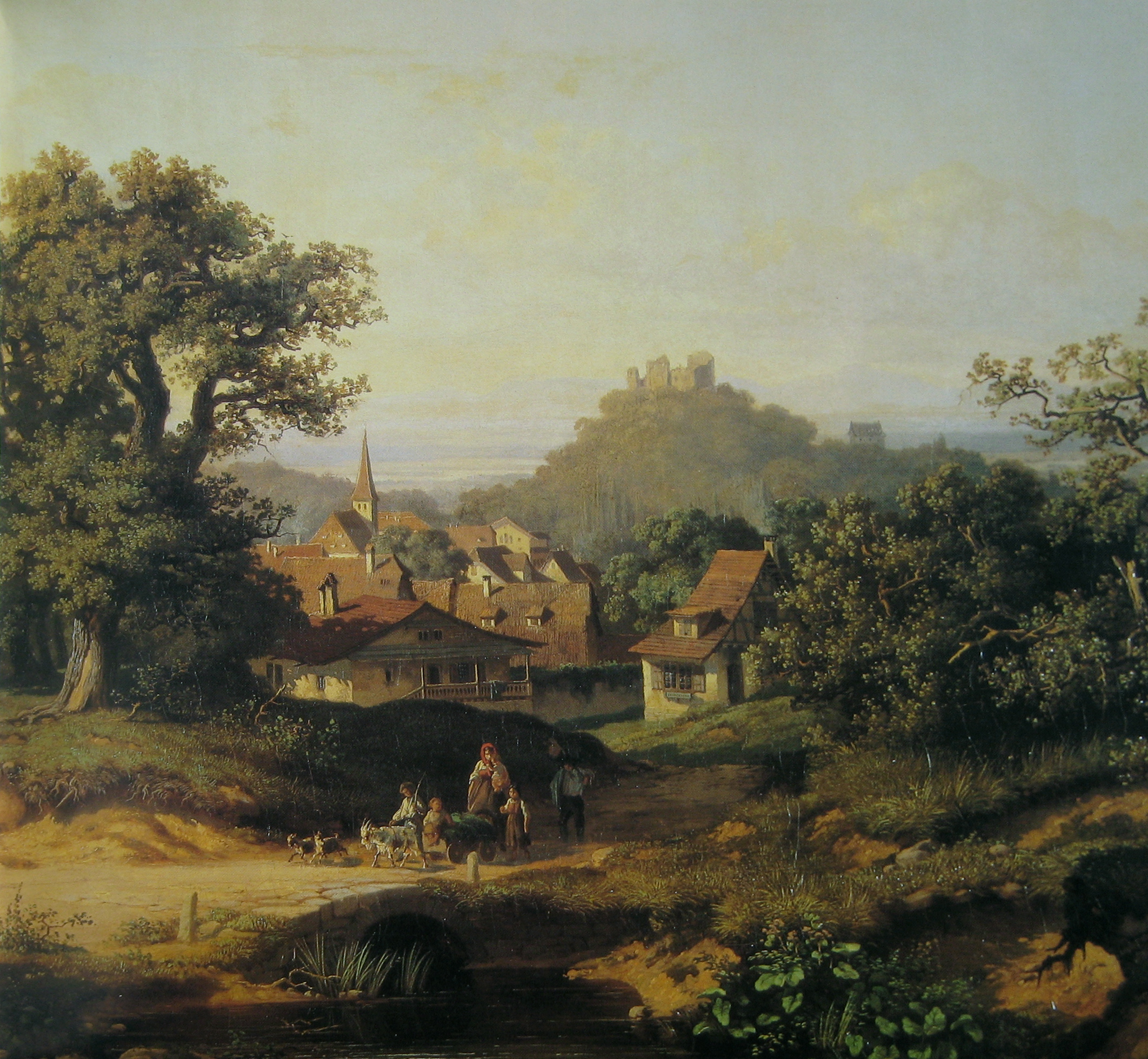
Blick auf die Burg über Oberweiler (Gustav Heinrich Conz, um 1900)

Ab 1122 war die Burg im Besitz der Zähringer zum Schutz ihres Silberbergbaus. Als Dienstmann des Herzogs Konrad I. von Zähringen wird 1148 der Ritter Adalbert von Baden bekundet, der sich nach der Burg benannte, 1152 sind Heinrich und Rudolf von Baden erwähnt. Im Jahr 1147 gelangte die Burg als Mitgift in den Besitz der Welfen. Durch Tausch kam die Burg 1157 an die Staufer, als Erbe 1268 an die Grafen von Freiburg, durch Heirat 1303 an die Grafen von Strassberg. Im 14. Jahrhundert wurden wegen ständigen Streitereien mit den Nachbarherrschaften Außenbefestigungen errichtet. Durch Erbschaft gelangte die Burg 1363 in den Besitz des Fürstenhauses Fürstenberg, danach wieder an die Grafen von Freiburg und zeitweilig auch an die Habsburger. Die Burg wurde 1409 durch Soldaten von Humbert von Neuenburg, des Fürstbischofs von Basel, beschädigt und danach wieder aufgebaut. Nach dem Konzil von Konstanz kam sie erneut an die Grafen von Freiburg. Durch die Schenkung des letzten Grafen von Freiburg kam sie 1444 an die Markgrafen von Hachberg-Sausenberg und 1503 an die Markgrafschaft Baden. Bis zur Zerstörung war die Burg das Zentrum der Herrschaft Badenweiler.

### Die Zerstörung
Nachdem im Holländischen Krieg die Stadt Freiburg am 16. November 1677 kapituliert hatte (Belagerung von Freiburg (1677)), zogen am 20. November 1677 französische Verbände unter General Joseph de Montclar nach Badenweiler und verlangten die Aufnahme einer französischen Besatzung in die Burg, was dann am 21. November auch unter Bedingungen von den baden-durlachischen Beamten bewilligt wurde, da die Franzosen mit der Zerstörung der ganzen Umgebung gedroht hatten. Die französische Besatzung hielt die vereinbarten Bedingungen jedoch nicht ein. Am 6. April 1678 wurde die Burg von den abrückenden französischen Besatzern unter dem Oberbefehl von Marschall Crequi angezündet und teilweise gesprengt. Die nach dem Abzug der Franzosen aus ihren Fluchtorten zurückkehrende Bevölkerung entnahm Baumaterialien aus der Ruine. Danach wurde sie nicht wieder aufgebaut. Bis zur Sprengung war die Burg ständig von Vögten der jeweiligen Landesherren bewohnt.

### Die Ruine heute
Um die Ruine vor dem Verfall zu schützen und sie touristisch zu erschließen, wurde sie restauriert; sie kann über einen steilen Weg erreicht werden. Dieser ist mit Mauern gesäumt und führt am Rundturm vorbei. Nordöstlich ist im Palas mit den drei Unterteilungen zu erkennen, dass die Burg mehrstöckig war und mehrere Räume aufwies, die Formen der Fenster sind erhalten. Der Bergfried ist als Aussichtsplattform zu besteigen; er bietet eine Übersicht auf Badenweiler, ostwärts auf den Schwarzwald sowie westwärts einen weiten Blick auf die „himmlische Landschaft“ René Schickeles: das tiefer gelegene Müllheim, die Rheinebene und die Vogesen. Burg Baden ist landeseigen und wird von der Einrichtung Staatliche Schlösser und Gärten Baden-Württemberg betreut.

## Sehenswürdigkeiten auf dem Burgberg

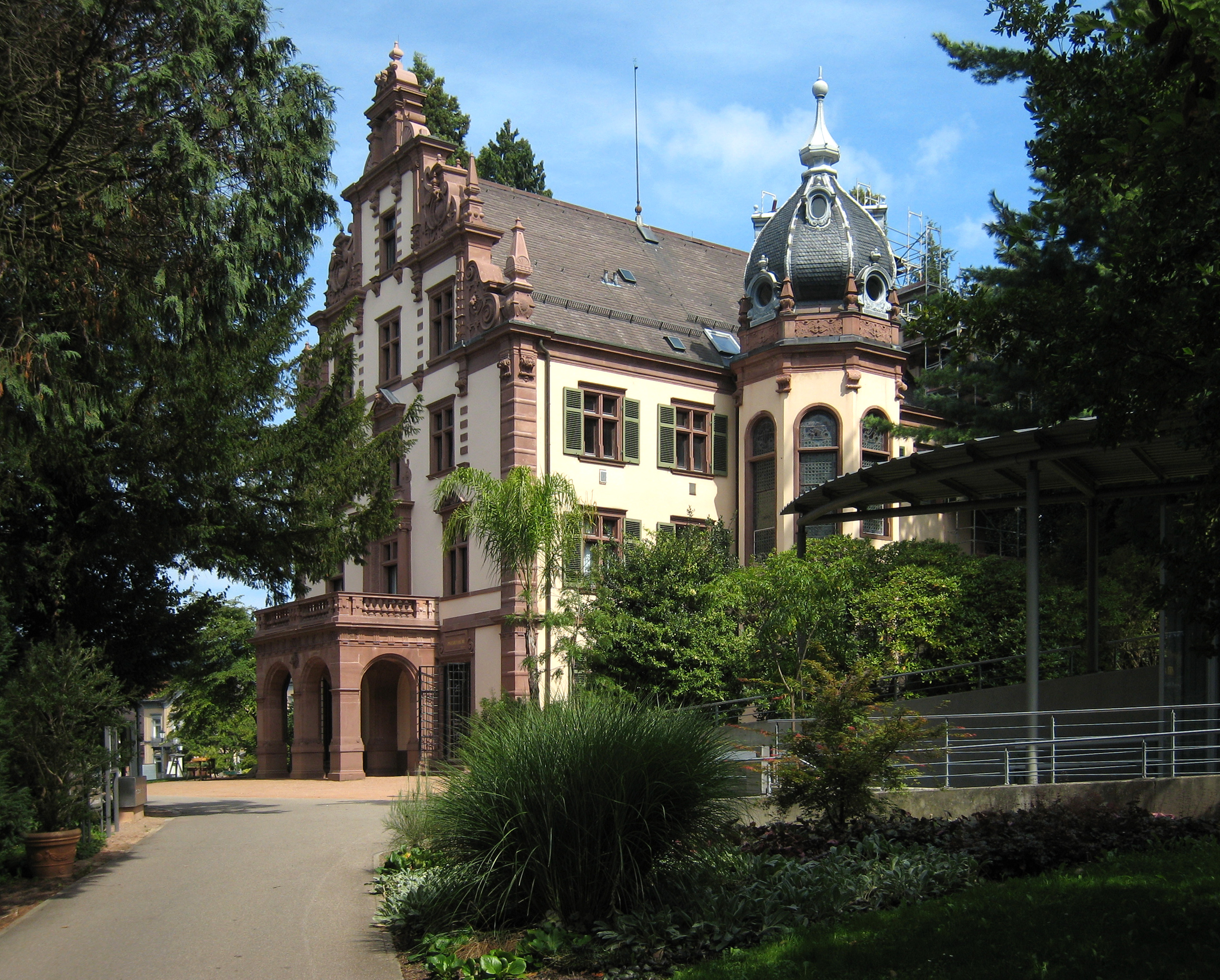
Großherzogliches Palais

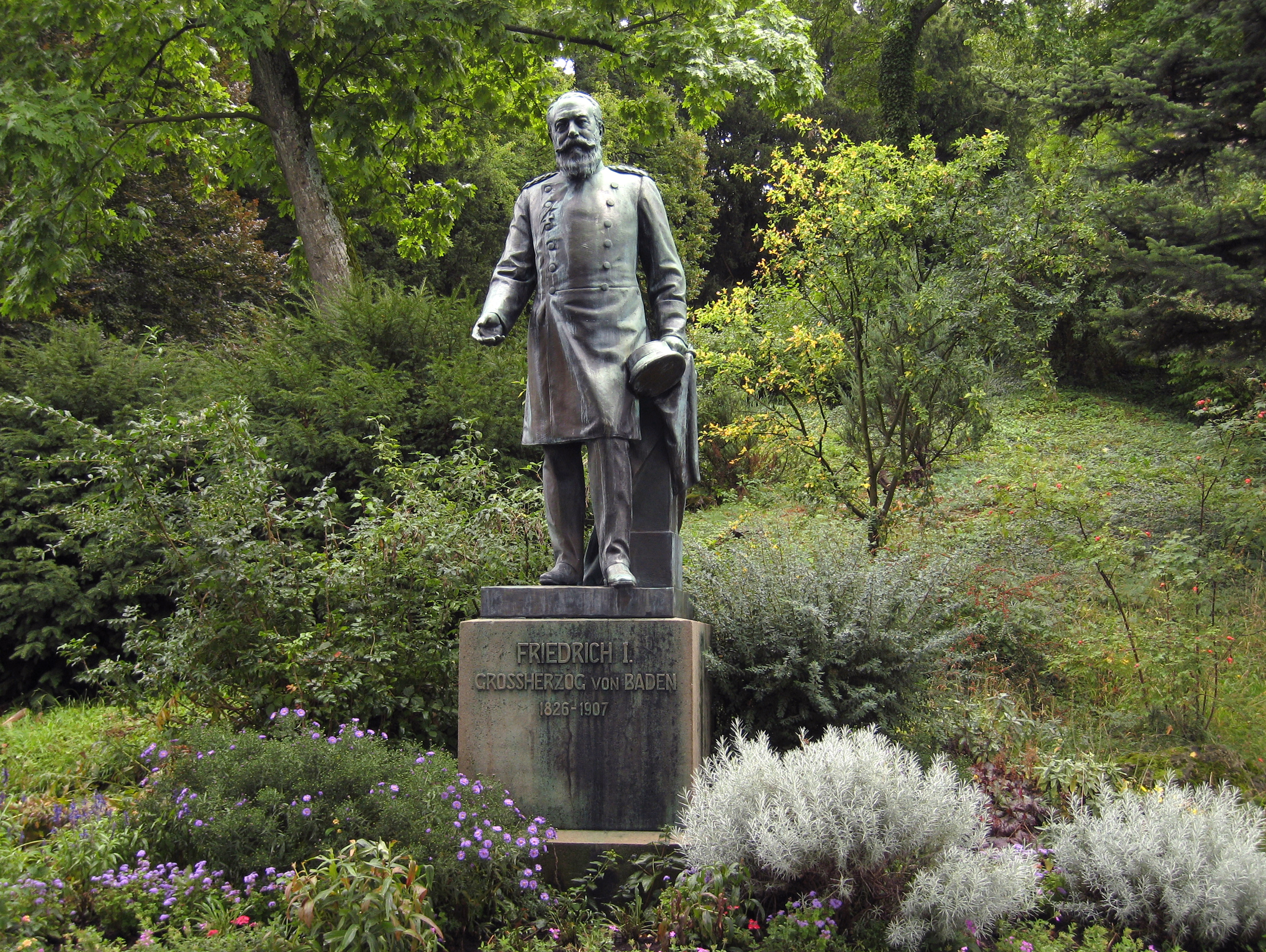
Denkmal von Friedrich I. auf dem Burgberg

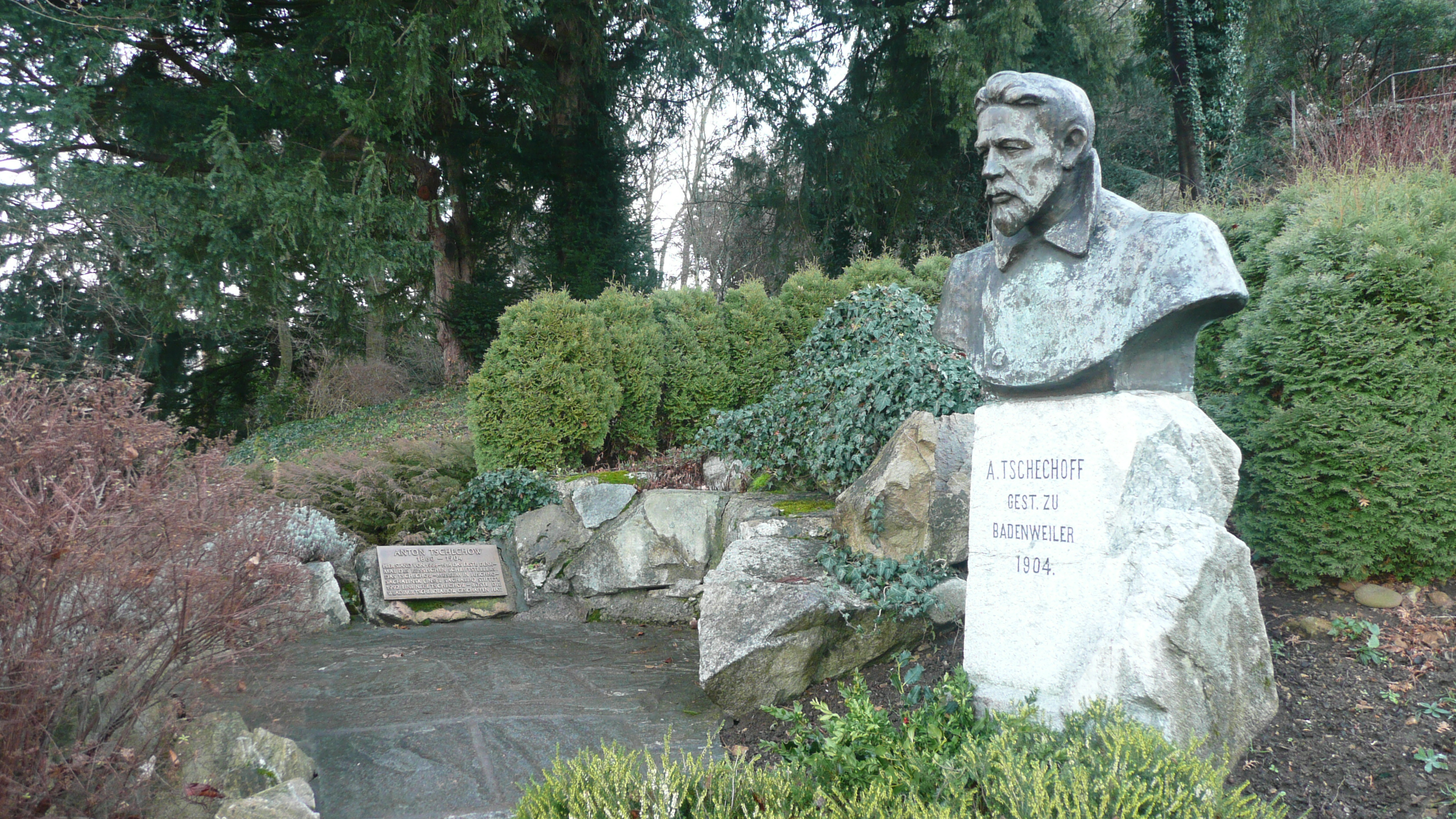
Anton Tschechow-Denkmal

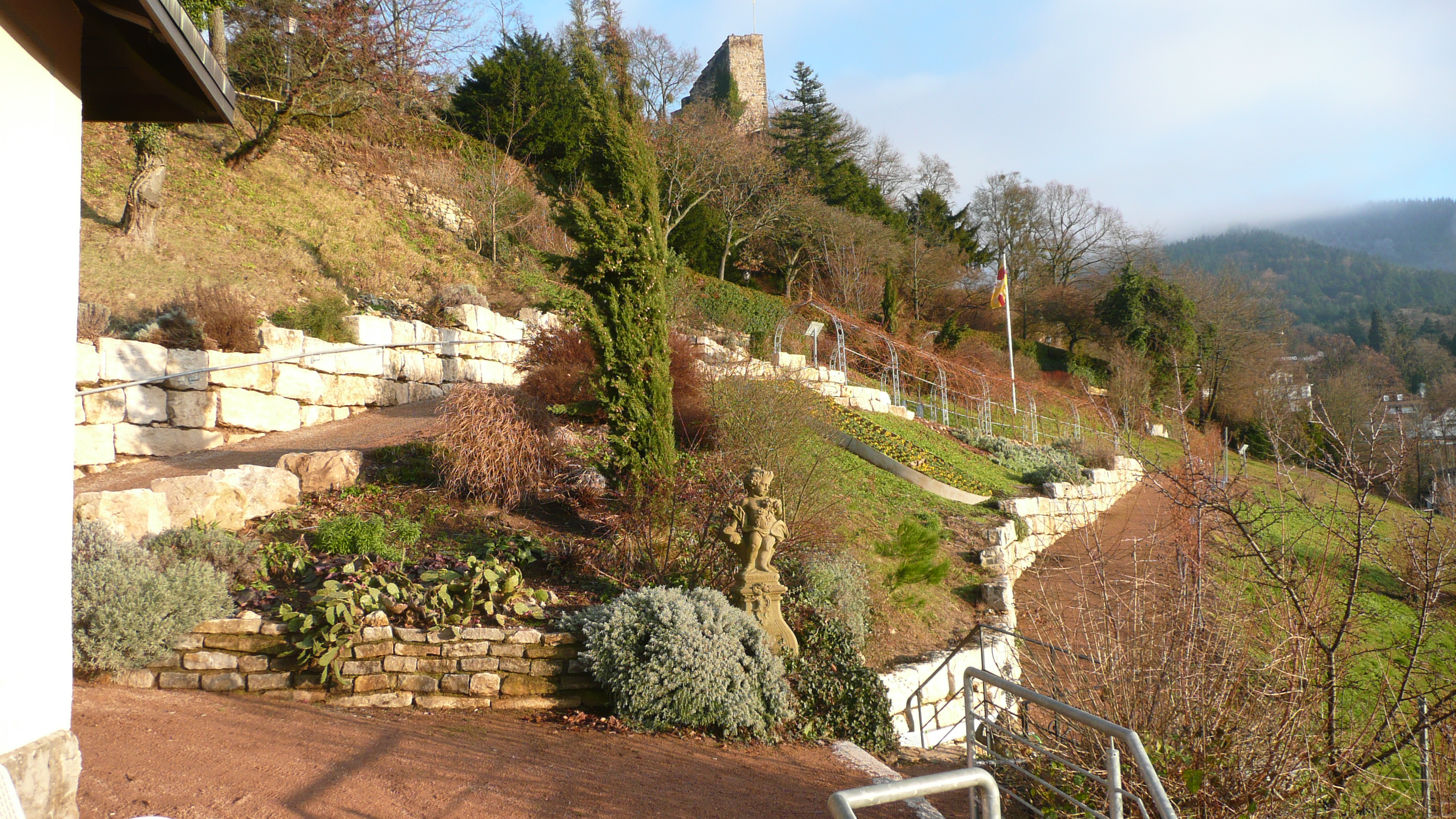
Hildegard von Bingen-Garten (Westseite Burgberg)

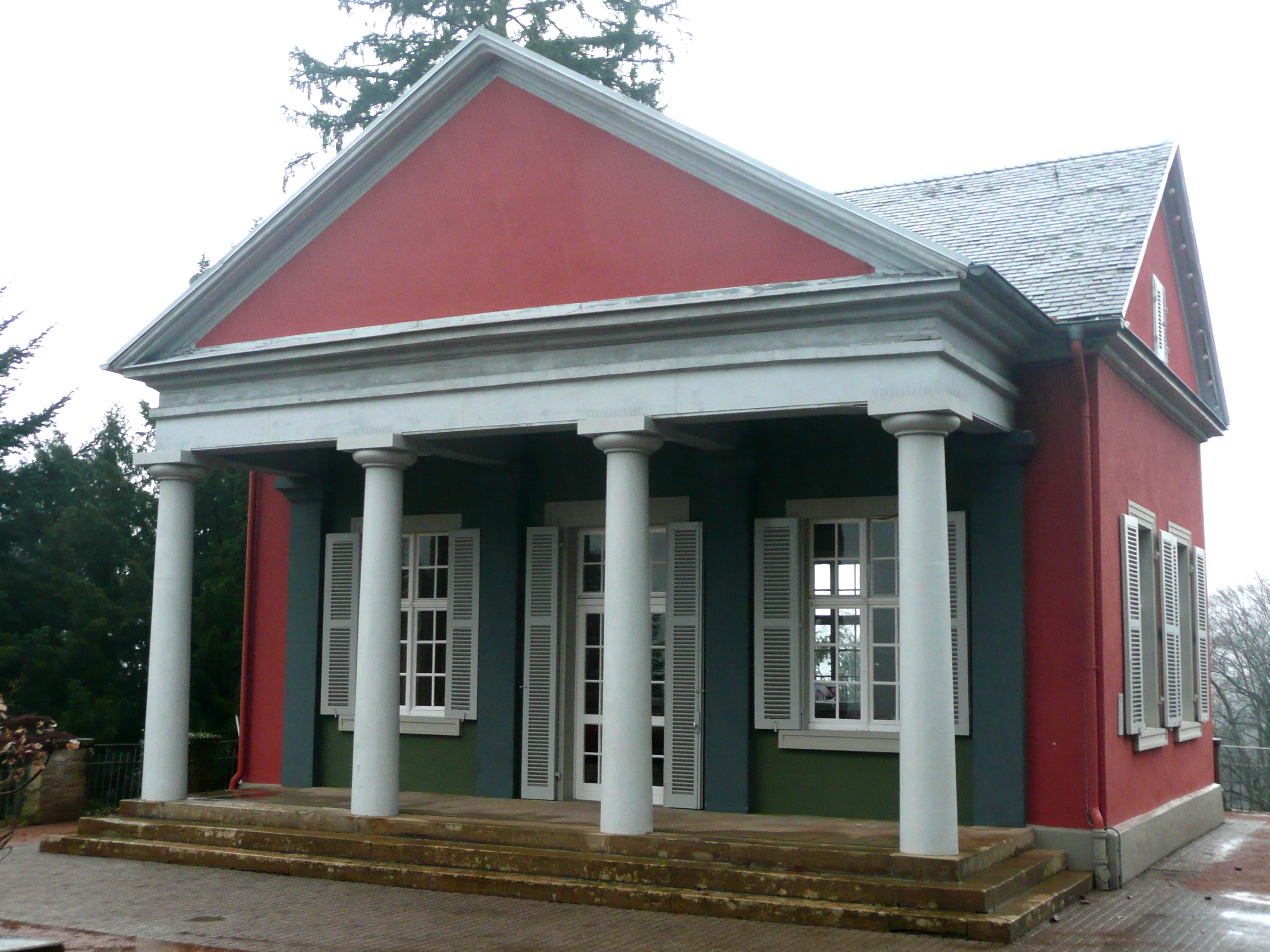
Das „Belvedere“ (Nordostecke Burgberg)

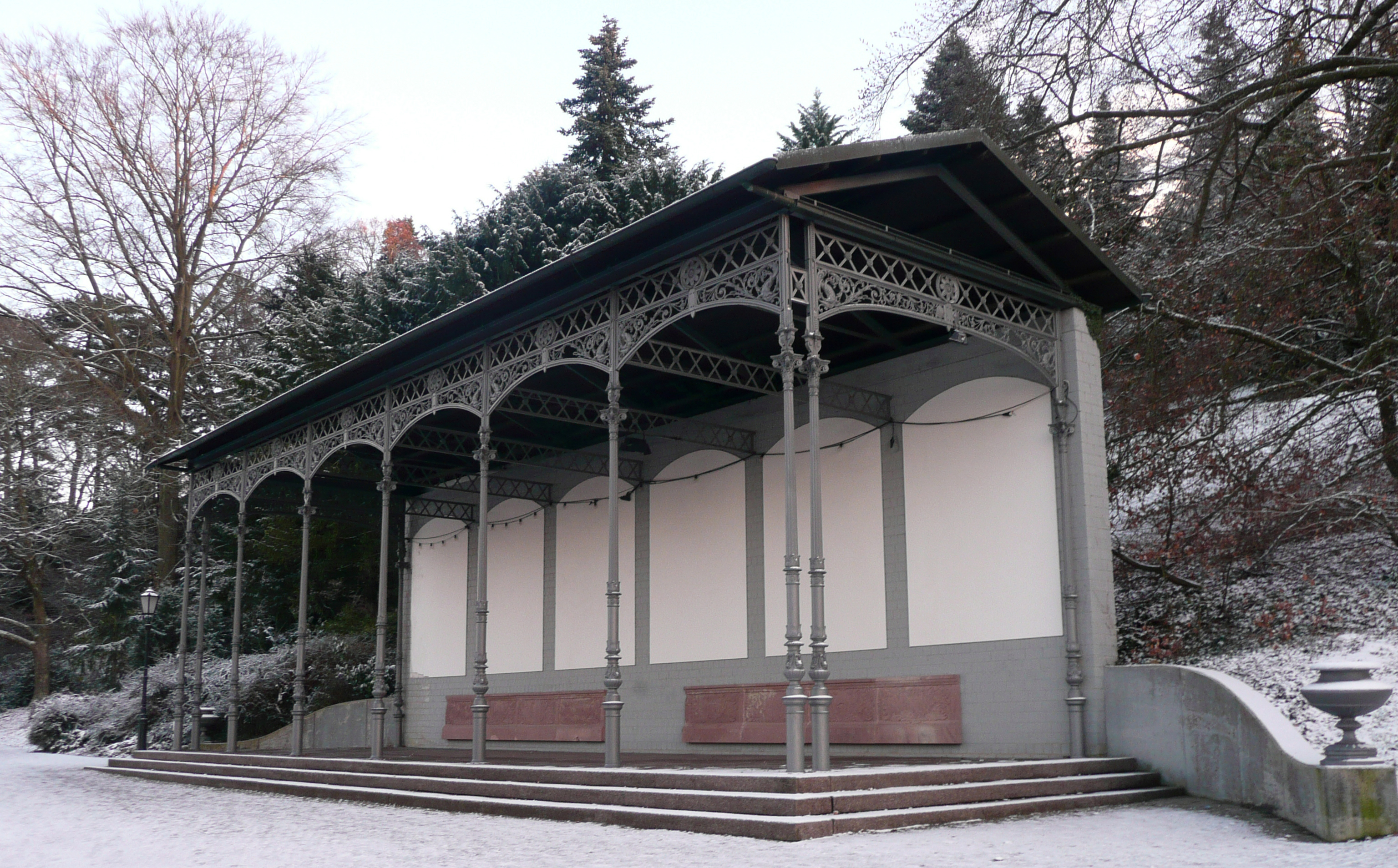
Ein Teil der alten „Wandelbahn“ am „Neuen Vogesenblick“ (Nordseite des Bürgbergs)

Der Burgberg ist Bestandteil des Kurparks.

### Großherzogliches Palais
Das Großherzogliche Palais am Fuß des Burgbergs wurde 1587 als Amtshaus der Markgrafen von Baden erbaut. Bis 1689 wurde es mit Unterbrechungen als Oberamtssitz genutzt. 1727 wurde der Amtssitz nach Müllheim verlegt. Von 1887 bis 1888 wurde das Palais unter Großherzog Friedrich I. von Baden zur Großherzoglich Badischen Sommerresidenz umgebaut. Heute wird es für Kunstausstellungen genutzt.

### Denkmal für Großherzog Friedrich I. von Baden
An der Westseite des Flanierweges um den Burgberg, der sogenannten Kaffeemühle, steht mit Blick auf die Vogesen das Denkmal für Großherzog Friedrich I. (1826–1907): es wurde 1912 von Karl Friedrich Moest von der Kunstakademie Karlsruhe geschaffen und zunächst am Burgberg aufgestellt. Es ist das größte Denkmal Badenweilers und symbolisiert zugleich eine wesentliche Epoche des badischen Landes als eigenständigen Staat. Der beliebte Landesvater kam häufig nach Badenweiler und feierte hier 1906 als dienstältester Monarch Europas auch seinen 80. Geburtstag.

### Anton-Tschechow-Denkmal
Ebenfalls mit Blick auf die Vogesen wurde 1992 das neue Tschechow-Denkmal am Burgberg errichtet: Im Jahr 1904 starb in Badenweiler der russische Schriftsteller, Novellist und Dramatiker Anton Pawlowitsch Tschechow. Das weltweit erste Denkmal für ihn stand an gleicher Stelle von 1908 bis 1918, fiel aber der Metallsammelaktion im Ersten Weltkrieg zum Opfer. Heute erinnert daran eine Gedenkplatte. Anlässlich des 100. Todestages wurde am 15. Juli 2004 durch namhafte Vertreter aus Russland und Badenweiler im Umfeld des Denkmals ein „Symbolischer Kirschgarten“ als Zeichen für ein neues friedliches Europa im Geiste Tschechows gepflanzt. Im Wiesentrakt des sich am Fuße des Burgberges befindenden Kurhauses befand sich seit 1998 das Literarische Museum „Tschechow Salon“; seit 2015 ist es in den Räumen des Rathauses untergebracht.

### Hildegard von Bingen Garten und Gutedelgarten
Zum Kurpark gehört ein „Hildegard von Bingen-Garten“, in dem auf Beeten entlang der Stützmauer mit einer Vielfalt von Heilpflanzen das Heilkundewissen der Äbtissin Hildegard von Bingen (1098–1179) gezeigt wird. Daran schließt sich der Gutedelgarten an. Dieser rebenbotanische Schaugarten zeigt verschiedene Spielarten der Rebsorte Gutedel.

### Belvedere
Das Belvedere wurde in den Jahren 1811 bis 1816 nach den Plänen des badischen Architekten Friedrich Weinbrenner als herrschaftliches „Tee- und Lusthaus“ erbaut. Später wurde es auch für Gottesdienste, als Heimatmuseum, Maleratelier, Turnhalle oder für Ausstellungen genutzt. Heute steht es in den Sommermonaten für Eheschließungen durch das Standesamt der Gemeinde Badenweiler zur Verfügung.

### Wandelbahn
Die „Wandelbahn“ wurde 1882/1883 mit einer Länge von 45,5 und einer Breite von 4,5 Metern als eine der ehemals bedeutendsten Gusseisen-Hallen im deutschen Südwesten am Standort des heutigen Kurhauses errichtet und sollte das Promenieren auch bei schlechtem Wetter ermöglichen. 1969 wurde ein Teil davon am „Neuen Vogesenblick“ wieder aufgestellt.